# Zero 7
Zero 7 — электронный дуэт из Великобритании, состоящий из Генри Биннса (Henry Binns) и Сэма Хардакера (Sam Hardaker). Изучив звукорежиссуру, Биннс и Хардакер начали свою карьеру в музыкальной индустрии в 1990-х годах в студии звукозаписи RAK в Лондоне, создавая музыку для британских групп, таких как Pet Shop Boys, Young Disciples и Роберт Плант. В 1997 году они создали ремикс на песню Radiohead «Climbing Up the Walls» (в которой также впервые было использовано название Zero 7), и Биннс получил кредит за дополнительную выборку на Kid A. Пара также сделала ремикс на песню Терри Каллиера «Love Theme From Spartacus» и песни Ленни Кравица, Sneaker Pimps и Lambchop.

## История группы
Генри Биннс и Сэм Хардакер дружили с детства, живя по соседству в одном из районов Лондона. Окончив школу оба пошли учиться по профессии инженер звукозаписи. Свою карьеру начали в 1990 году в студии Rak, которую возглавлял Микки Мост (Mickie Most).
Название Zero 7 было выбрано после того, как Биннс и Хардакер провели время на гондурасском острове Утила, где находился бар под названием Cero Siete. После возвращения в Великобританию группа Radiohead попросила их сделать ремикс на песню «Climbing Up the Walls». Биннс и Хардакер назвали свой микс «Микс Zero 7» и название прижилось.
В 2001 году они выпустили свою дебютную пластинку под названием «Simple Things», которая получила признание как у меломанов, так и у критиков. В записи альбома принимали участие такие талантливые вокалисты как Мозес (Mozez), Сия Фёрлер (Sia Furler) и Софи Баркер (Sophie Barker).
Второй студийный альбом «When It Falls» был записан в марте 2004 года. Помимо уже знакомой Сии Фёрлер они пригласили двух новых вокалистов, Тину Дайко (Tina Dico) и Ивонн Джо Льюис (Yvonne John Lewis). Этот диск (несмотря на то, что стопроцентных хитов на альбоме не было) поднялся в Тор 3 электронного чарта США и даже отметился в Billboard 200.
Желая вернуться к основам, дуэт в мае 2006 года выпустил свой третий альбом «The Garden». В записи пластинки принимали участие лишь два вокалиста: Сия Фёрлер и Хосе Гонсалес (José González). Альбом стал дебютным для Генри Биннса как вокалиста.
В сентябре 2009 года выходит новая, четвёртая по счету, студийная пластинка «Yeah Ghost». К работе над альбомом были привлечены вокалисты Эска Мтунгвази (Eska Mtungwazi), Марта Тилстон (Martha Tilston) и Rowdy Superstar.
В 2014 году группа выпустила мини-альбом Simple Science, за которым последовал другой мини-альбом в 2015 году. Оба были выпущены на лейбле Make Records.
В 2016 году Генри Биннс объединился с Бо Брюсом и Джоди Милинер, чтобы сформировать группу под названием Equador.
В конце 2018 года Zero 7 выпустили трек «Mono» с участием Hidden. В начале 2019 года за этим последовала «Aurora», которая ознаменовала первое сотрудничество группы с Гонсалесом более чем за десять лет.
В октябре 2019 года дуэт выпустил новый сингл «Swimmers» с дополнительным вокалом, любезно предоставленным британским певцом Джемом Куком.
В августе 2020 года группа выпустила сингл «Shadows» и анонсировала предстоящий мини-альбом. В октябре 2020 года был выпущен мини-альбом Shadows, содержащий 4 трека певца и автора песен Лу Стоуна.

## Дискография

### Студийные альбомы
- Simple Things (2001)
- When It Falls (2004)
- The Garden (2006)
- Yeah Ghost (англ. Yeah Ghost) (2009)

## Награды
- Nominated for Best British Newcomer at the Brit Awards 2002.
- Nominated for a Grammy Awards of 2007 for The Garden in the category Best Electronic/Dance Album